# Izland alkotmánya
Az Izlandi Köztársaság alkotmánya (izlandiul: Stjórnarskrá lýðveldisins Íslands) Izland legfelsőbb szintű törvénye, amely 1944. június 17-én, az Alþingi XXXIII/1944. számú határozatával lépett hatályba. Bevezetése óta hét alkalommal módosították.
Hét fejezete 81 cikkelyt tartalmaz.

## Története
A 19. században erősödött a függetlenségi mozgalom. 1849-ben Dánia királya a követeléseknek eleget téve létrehozta Dánia (és ezzel Izland) alkotmányát, amellyel az abszolút monarchia helyét az alkotmányos monarchia vette át, ahol a hatalom a nép által választott parlament kezében van.
A módosítást az izlandiak elítélték, mivel függetlenségük valójában csökkent: 1849 előtt maguk dönthettek belügyeikről, azonban az új alkotmánnyal a döntési lehetőség a dán parlament kezébe került. Az 1851-es nemzetgyűlés elutasította az önálló izlandi kormány felállítását, mivel úgy gondolták, ezzel Dánia Schleswig és Holstein feletti befolyása csökkenne. Miután a két tartományt Poroszország annektálta, hatályba lépett az Izland jogait leíró jogszabály. IX. Keresztély hatalomba lépésével Izlandnak saját alkotmánya lett, ami a mai alaptörvény alapját is képezi.
1918-ban Izland önálló állam lett, ezért 1920-ban módosították az alkotmányt. 1944 elején népszavazást tartottak, ahol 98%-os részvétel mellett a szavazók 97%-a támogatta a Dániától való elszakadást, 95%-a pedig az az új alkotmány elfogadását. A parlament 1944. június 17-én kikiáltotta a köztársaságot és kihirdette az új alaptörvényt.
Az alkotmányt hétszer módosították: 1991-ben a parlament kettő helyett egykamarás lett, 1995-ben pedig felülvizsgálták az emberi jogokkal kapcsolatos bekezdéseket; a többi változtatás a választókerületi határokat és a szavazati jogot érintette.

## Fejezetei

### I. fejezet
Az első fejezet első cikkelye definiálja, hogy Izland köztársaság, a második pedig a hatalmi ágakat írja le. A törvényhozó hatalom a parlament, a végrehajtó hatalom pedig az elnök kezében van.

### II. fejezet
A második fejezet az elnök megválasztásának módjával és jogköreivel, valamint a minisztériumok hatáskörével foglalkozik. Az elnök tárgyalásokat folytathat más országokkal, kegyelmet adhat elítélteknek, feloszlathatja az országgyűlést, rendeleteket hozhat és tisztviselőket nevezhet ki; a törvényhozás a miniszterek feladata. A 26-os cikkely szerint a törvények kihirdetéséhez az ő engedélye kell; ha nem ratifikálja, akkor szavazást kell tartani, azonban ezt nem mindig tartják be: 2004-ben Ólafur Ragnar Grímsson nem ratifikálta a médiatörvényt, a parlament pedig szavazás nélkül visszavonta a javaslatot. 2009-ben szintén visszautasította egy jogszabálytervezet ratifikációját, azonban akkor szavazást tartottak.

### III. fejezet
A harmadik fejezet a választókerületi struktúrával és a szavazati joggal foglalkozik. Az 1999-es alkotmánymódosítás megszüntette a választókerületek földrajzi alapú felosztását. A határok és a képviselői létszám változtatása a parlament kétharmados jóváhagyásával lehetséges.

### IV. fejezet
A negyedik fejezet a parlament feladatköreit írja le. A 35-ös cikkely első bekezdésének értelmében az ülések időpontja (jelenleg október első munkanapja) egyszerű többséggel módosítható. A törvények elfogadását három, alapesetben nyilvános vitaülés kell, hogy megelőzze. A költségvetési módosításokhoz a parlament hozzájárulása szükséges.
A fejezet kimondja, hogy a képviselők saját meggyőződésük szerint kell cselekedjenek. Mentelmi jog csak a parlament hozzájárulásával vonható meg (kivéve bűncselekmény esetén). A képviselők ellen a parlamentben tett kijelentéseikért nem indítható rágalmazási vagy becsületsértési per.

### V. fejezet
Az ötödik fejezet az igazságszolgáltatással foglalkozik. Kimondja, hogy a bírákat csak a törvény által lehet kinevezni. A bírók akaratuk ellenére csak szervezeti változások esetén távolíthatóak el hivatalukból. A hatvanötödik életévüket betöltött személy felmenthető, azonban a Legfelsőbb Bíróság bírói teljes végkielégítést kapnak.

### VI. fejezet
A hatodik fejezet deklarálja, hogy Izland elsődleges vallása a kereszténység, amelyet törvényileg védeni kell. Bárki létrehozhat vallási felekezetet, vagy csatlakozhat ilyenhez, azonban a vallás nevében nem követhető el a törvények vagy a közerkölcs elleni cselekedet. Az ateistáknak az egyházadó rájuk eső részével az Izlandi Egyetemet kell támogatniuk.

### VII. fejezet
A hetedik fejezet az emberi jogokkal, az adózással és az alkotmánymódosítások rendjével foglalkozik. Deklarálja, hogy a jog előtt mindenki egyenlő nemre, vallásra, származásra, bőrszínre, pénzügyi helyzetre és bármi hasonló állapotra való tekintet nélkül; továbbá kimondja, hogy a kényszermunka és a halálbüntetés senki ellen nem alkalmazható. A szólás- és sajtószabadság értelmében bárki szabadon, cenzúra nélkül kifejezheti magát, azonban bíróság előtt felelősségre vonható. A szólásszabadság a társadalom és a közbiztonság érdekében ideiglenesen korlátozható. Az adózásról szóló fejezet csak szabványos alkotmánymódosítással változtatható meg.
A 79-es cikkely leírja, hogy az alkotmány megváltoztatásához a parlament összehívására van szükség; ha az országgyűlés elfogadja a javaslatot, akkor az elnöknek ratifikálnia kell azt. A 81-es cikkely szerint a módosítások a szavazásokon elért egyszerű többséggel életbe lépnek, azonban ez a korábbi, 1944-es alaptörvény maradványa.

## Az alkotmánymódosítás szabályai
Mivel az alkotmány az ország legfelsőbb szintű törvénye, megváltoztatását szigorúbb feltételekhez kötik; a 79-es cikkely értelmében két vitaülésre és az elnök ratifikációjára is szükség van.
Bizonyos passzusok egyszerű többséggel is megváltoztathatók, például a parlamenti ülések dátumát deklaráló 35-ös, vagy a vallással foglalkozó 62-es cikkely (utóbbi a 79-es pont szerint csak titkos szavazással módosítható).

## A 2010–2013-as alkotmányreform
A 2008–2011-es gazdasági világválságot követő demonstrációk idején a Kalózpárt javasolta az alkotmány közösségi alapú átdolgozását. A 2012-es népszavazáson a javaslat 64,2%-os támogatottságot szerzett, azonban végül nem valósult meg.

## Fordítás
- Ez a szócikk részben vagy egészben  a   Stjórnarskrá lýðveldisins Íslands című izlandi Wikipédia-szócikk ezen változatának fordításán alapul.  Az eredeti cikk szerkesztőit annak laptörténete sorolja fel. Ez a jelzés csupán a megfogalmazás eredetét és a szerzői jogokat jelzi, nem szolgál a cikkben szereplő információk forrásmegjelöléseként.